# Виш, Теодор
Теодор Виш (нем. Theodor Wisch; 13 декабря 1907, Вессельбурен, Гольштейн — 11 января 1995, Гамбург) — бригадефюрер СС и генерал-майор войск СС.

## Семья и молодость
Родился в крестьянской семье, в которой был старшим сыном. В возрасте четырёх лет потерял мать. В 1923 году, сдав экзамен в средней школе, поступил учиться в государственную школу земледелия во Шлезвиге, получив квалификацию «сельского хозяина». Практику проходил в Ост-Гольштейне и в Голландии. Был членом радикальной протестной крестьянской организации Ландфольк.

## Член СС
С января (или с ноября) 1930 — член НСДАП (№ 369 050) и СС (№ 4 759).

### Чины
- С 1 марта 1931 — шарфюрер СС.
- С 8 января 1932 — труппфюрер СС.
- С 28 июля 1933 — штурмфюрер СС,
- С 1 октября 1933 — гауптштурмфюрер СС.
- С 30 января 1940 — штурмбаннфюрер СС.
- С 27 сентября 1941 — оберштурмбаннфюрер СС.
- С 30 января 1943 — штандартенфюрер СС.
- С 1 июля 1943 — оберфюрер СС.
- С 30 января 1944 — бригадефюрер СС и генерал-майор войск СС.

## Должности
С 2 ноября 1930 года — член 1-го штурмбанна 53-го штандарта СС (Вессельбурен). С 17 марта 1933 года служил командиром взвода в специальной команде СС «Берлин», позднее преобразованной в «Лейбштандарт СС Адольф Гитлер». С 7 октября 1933 года — командир роты, с 1938 года — командир 1-го штурма «Лейбштандарта». Участвовал в Польском и Французском походах (1939—1940). С 6 апреля 1941 года — командир 2-го батальона пехотного полка «Лейбштандарт СС Адольф Гитлер», участвовал в боях на советско-германском фронте. С 15 июля 1942 года — командир 2-го мотопехотного (с 16 марта 1943 года — моторизированного) полка СС.
С 4 июля 1943 года — командир моторизованной дивизии СС «Лейбштандарт СС Адольф Гитлер», сменил на этом посту Йозефа (Зеппа) Дитриха. В июле 1943 года участвовал в боях под Курском, в начале 1944 года — на Украине. За отличия в боевых действиях на Восточном фронте награждён Рыцарским Железным крестом и Дубовыми листьями к нему.
Затем дивизия была переброшена на Западный фронт, где 20 августа 1944 года бригадефюрер Виш был тяжело ранен в Нормандии. Был эвакуирован в Германию, где ему ампутировали обе ноги. Был награждён Мечами к Рыцарскому Железному кресту. До 1945 года находился в госпитале в Хоёнлихене, официально был причислен к Главному оперативному управлению СС.

## Плен и послевоенная жизнь
Весной 1945 переехал с семьей в Хайде, где был арестован британцами и до 1948 года находился в плену в Суиндоне (Англия). После освобождения вернулся в Германию. Жил в ФРГ, скончался после двух инфарктов.

## Награды
- Железный крест 2-го класса (24 сентября 1939)
- Железный крест 1-го класса (8 ноября 1939)
- Знак за ранение (28 июля 1941).
- Орден Короны Румынии с мечами (3 сентября 1942).
- Германский крест в золоте (25 февраля 1943).
- Восточная медаль (10 марта 1943).
- Медаль «В память 13 марта 1938 года»
- Медаль «В память 1 октября 1938 года»
- Пехотно-штурмовой знак (4 сентября 1943).
- Рыцарский крест Железного креста
  - Рыцарский крест (15 сентября 1941)
  - Дубовые листья (№393) (12 февраля 1944)
  - Мечи (№94) (30 августа 1944)
- Упомянут в Вермахтберихте (31 декабря 1944).